# Carl Peter Hagberg

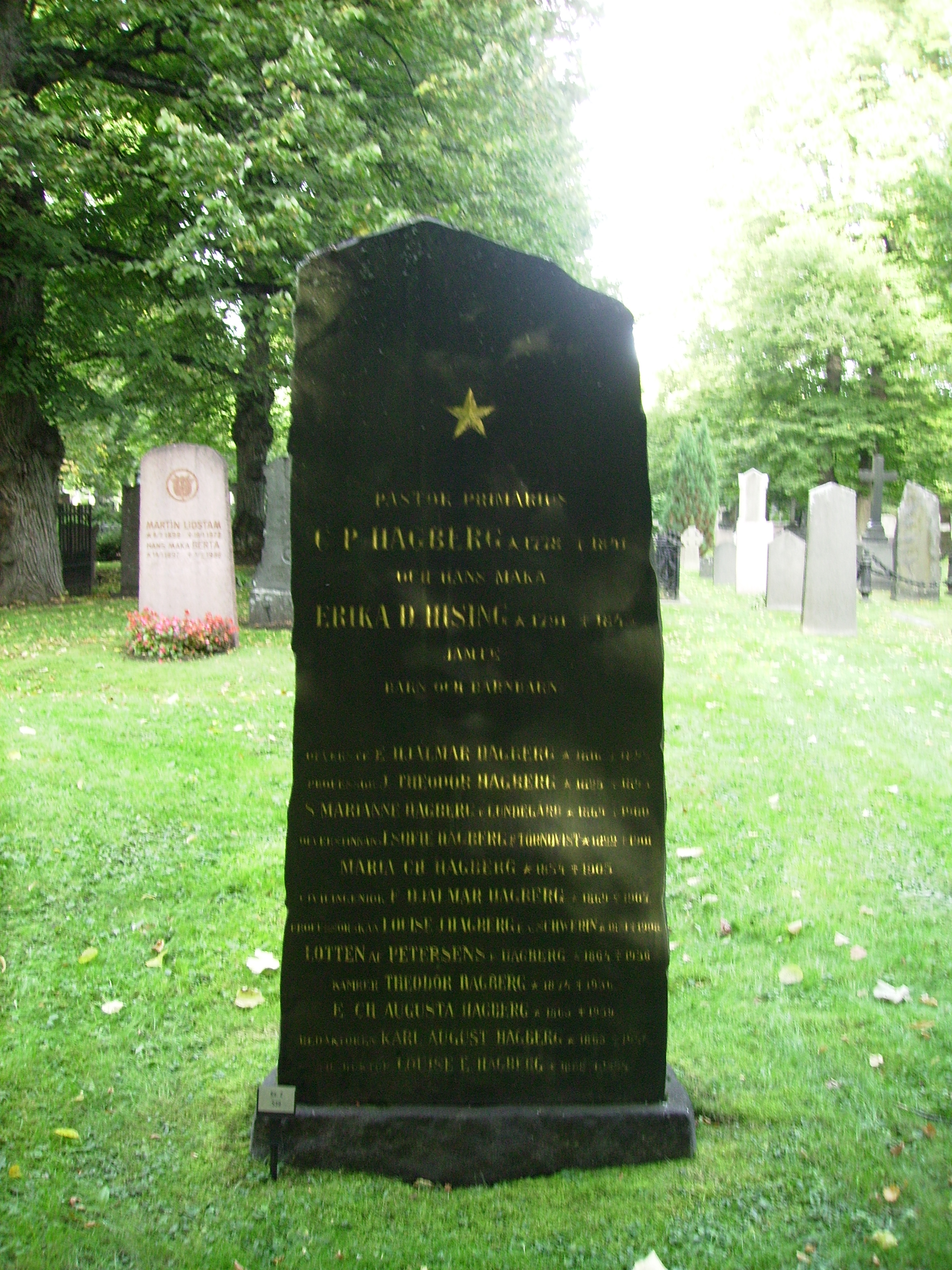
C.P. Hagbergs gravvård på Norra begravningsplatsen i Solna kommun.

Carl Peter Hagberg, född 22 november 1778 i Rasbo församling, Uppsala stift, död den 15 september 1841 i Stockholm, var en svensk präst och vältalare.

## Biografi
Hagberg blev student vid Uppsala universitet 1795 och filosofie magister 1803. Efter sin prästvigning samma år tjänstgjorde han i Stockholm och blev 1806 extra ordinarie hovpredikant samt 1808 ordinarie hovpredikant hos änkedrottning Sofia Magdalena. Samma år fick han Svenska Akademiens dubbla stora pris för ett äreminne över Axel Oxenstierna. 
År 1809 blev han prefekt vid teologiska seminariet i Lund och kyrkoherde i Sankt Peters Klosters församling, utnämndes samma år till teologie doktor samt 1811 till professor i pastoralteologi och seminariedirektor. År 1815 blev han kyrkoherde i Klara församling i Stockholm, 1818 överhovpredikant hos änkedrottning Hedvig Elisabeth Charlotta, 1819 ledamot av psalmbokskommittén och 1821 en av de aderton i Svenska Akademien (stol 2). Han var bl.a. preses i Samfundet Pro Fide et Christianismo. 
År 1823 utnämndes han till kyrkoherde i sin gamla hembygd, Rasbo och Kils pastorat i Uppland, 1825 blev han ledamot av kommittén för granskning av rikets undervisningsverk och 1837 pastor primarius och kyrkoherde i Storkyrkan i Stockholm. 
Utöver avhandlingar, minnestal och strödda predikningar märks bland Hagbergs skrifter hans Predikningar (1814–20; sedermera utgivna under titeln Högmässopredikningar, 8:e upplagan 1862) och Passionspredikningar (1821–25). Hagberg var med sitt formfulländade, halvt sentimentala språk en på sin tid särdeles omtyckt predikant.
Han var far till Carl August Hagberg och Jakob Teodor Hagberg.